# Iona (gruppo musicale)
Gli Iona sono un gruppo progressive rock britannico, nato nel 1989.

## Discografia

### Album studio
- Iona (1990)
- The Book of Kells (1992)
- Beyond These Shores (1993)
- Journey Into the Morn (1996)
- Open Sky (2000)
- The Circling Hour (2006)
- Another Realm (2011)

### Live
- Heaven's Bright Sun (1997)
- Woven Cord (1999)
- Live in London (2008)

### DVD
- Iona (2004)
- Live in London (2006)

### Raccolte
- Treasures (1996)
- The River Flows: Anthology (2002)

## Formazioni
Attuale:
- Joanne Hogg
- Dave Bainbridge
- Frank Van Essen
- Phil Barker
- Martin Nolan